# What Happened To The Heart?
What Happened to the Heart? es el quinto álbum de estudio de la cantautora y productora discográfica noruega Aurora. Se publicó el 7 de junio de 2024 a través de Decca, Glassnote y Petroleum Records. Escrito y grabado entre Noruega, Alemania, Reino Unido y Estados Unidos, Aurora trabajó con Ane Brun, Matías Téllez, Tom Rowlands, Chris Greatti, Dave Hamelin y Magnus Skylstad en su producción. Inspirada por una carta coescrita por activistas indígenas, Aurora empezó a trabajar en el álbum durante una gira mundial en apoyo de su anterior lanzamiento, The Gods We Can Touch, y lo concibió como un proceso catártico. Es un álbum de indie pop y disco con elementos de música tecno y folk.
El álbum ha sido apoyado por el lanzamiento de cuatro singles, «Your Blood», «The Conflict of the Mind», «Some Type of Skin» y «Starvation», así como el single promocional «To Be Alright». Para promocionar el álbum, Aurora se embarcará en una gira europea y estadounidense de conciertos como cabeza de cartel en 2024 y 2025. What Happened to the Heart? fue aclamado por la crítica musical, que elogió sus temas y su sonido. Debutó en el número cinco en Noruega, su país natal, y entre los diez primeros en otros cuatro países.

## Antecedentes y concepción
En abril de 2022, Aurora leyó una carta coescrita por activistas indígenas titulada «Somos la Tierra», que, según la revista The Line of Best Fit, «cambió su vida». La carta pedía una revolución: una respuesta colectiva al calentamiento global. Describían el planeta como «el corazón que late dentro de nosotros», una afirmación que llevó a Aurora a crear el título y el concepto del álbum. Comenzó a escribir el álbum mientras estaba de gira para The Gods We Can Touch, su anterior álbum, publicado el 21 de enero de 2022. En enero de 2023, Aurora confirmó que estaba de vuelta en el estudio de grabación trabajando en nueva música, a la que llamó «tantos bebés». What Happened to the Heart? se grabó y produjo entre Noruega, Alemania, Londres y Los Ángeles. En el álbum, Aurora trabajó con su estrecho colaborador Magnus Skylstad, junto con los músicos Ane Brun, Matias Tellez, Tom Rowlands de The Chemical Brothers, Chris Greatti y Dave Hamelin.
What Happened to the Heart? se anunció a través de sus cuentas en las redes sociales el 28 de marzo de 2024. Ha calificado el álbum como el proyecto más personal y catártico de su carrera. En un comunicado de prensa, añadió: «Aunque su función y anatomía exactas no se comprendían con claridad, se creía que el corazón era el centro del alma. De la intuición. De la emoción y la intención. Hasta que decidimos que eran cualidades de la mente. La emoción dominada por la lógica. Y ahora que el mundo está tan corrompido por el dinero, el poder y el egoísmo, uno no puede evitar preguntarse qué ha sido del corazón". En una entrevista con NME, el cantante afirmó que el título del álbum es “la pregunta más importante, hermosa y triste que me he hecho en mi vida”.

## Composición
What Happened to the Heart? es un álbum de indie pop y música disco, que incluye inspiraciones del pop, el techno y la música folk. Con 16 temas, el álbum difiere del sonido de los singles, según declaró Aurora antes del lanzamiento del álbum. Sus letras en general hablan de la constante pérdida de conexión espiritual en la vida moderna, y cuestionan la falta de humanidad en la sociedad. También toca otros temas como el cambio climático, el capitalismo y los problemas personales.
El primer tema, «Echo of My Shadow», comienza el álbum como una plegaria, en la que Aurora «devuelve la vida y la esperanza al mundo», con voces tenues y cuerdas. «To Be Alright», el segundo tema, fue comparado por Otis Robinson, de DIY, con la obra de la cantante inglesa Kate Bush. Se trata de un tema disco-pop con un ritmo de baile de los años 90, en el que Aurora cambia entre soprano y barítono suave. El tercer tema, «Your Blood», es una canción indie pop «antitética y alegre» con guitarras eléctricas y melodías que recuerdan al grupo de rock sueco The Cardigans. El tema muestra el registro vocal de Aurora, que también cambia de tono. En «The Conflict of the Mind», Aurora suplica a un amante que se abra. La folclórica «Some Type of Skin» es principalmente una canción synth-pop, pop alternativo, y europop, con elementos de electropop. «The Dark Dresses Lightly» es una mirada tras una ruptura alimentada por la angustia, la rabia y el resentimiento.  «My Name» cuenta con la colaboración de la compositora noruega Ane Brun, y contiene el cansancio de «traumas no curados y la ignorancia colectiva ante el consumo excesivo del medio ambiente». A «Do You Feel?», de inspiración folk, le sigue «Starvation», que incorpora música disco y synth-pop de los ochenta, con elementos de música electrónica y ritmos psicodélicos; en la canción, se enfrenta a la arrogancia y la evasión humanas.

## Promoción

### Sencillos
What Happened to the Heart? fue precedido por el lanzamiento de tres sencillos. La canción «Your Blood» se publicó el 8 de noviembre de 2023 como sencillo principal del álbum, y supuso su primer material musical en solitario desde The Gods We Can Touch en 2022. El segundo sencillo, titulado «The Conflict of the Mind», se publicó el 18 de enero de 2024 junto con su vídeo musical. «Some Type of Skin» se publicó como tercer sencillo del disco el 20 de marzo de 2024. Lo interpretó por primera vez durante un espectáculo íntimo en el Lafayette de Londres. El primer sencillo promocional, «To Be Alright», se lanzó digitalmente el 31 de mayo. «Starvation» se envió a la radio junto con el álbum como cuarto sencillo. Los vídeos musicales de Your Blood, The Conflict of the Mind, Some Type of Skin y Starvation fueron codirigidos por Kaveh Nabatian y Aurora.

### Tour
Para promocionar What Happened to the Heart?, Aurora se embarcó en su sexta gira de conciertos, titulada What Happened to the Earth?, entre 2024 y 2025. La gira comenzó el 26 de junio de 2024 en el Estadio Nacional de Dublín y concluirá el 9 de julio de 2025 en el Festival Vieilles Charrues de Carhaix.

## Recepción de la crítica
En el momento de su estreno, What Happened to the Heart? recibió elogios de la crítica. Según el agregador de críticas Metacritic, What Happened to the Heart? recibió una «aclamación universal» basada en una puntuación media ponderada de 82 sobre 100 de seis puntuaciones de críticos.
| Crítico        | Publicación      | Calificación |
| -------------- | ---------------- | ------------ |
| Heather Phares | AllMusic         | ★★★★☆        |
| Adam Feibel    | Exclaim!         | 9/10         |
| Ali Shutler    | NME              | ★★★★☆        |
| Tim Sentz      | Beats Per Minute | 80/100       |
| Emma Swann     | DIY              | ★★★★☆        |
| Lucy O'Toole   | Hot Press        | 8/10         |

Lauren Shirreff, de The Telegraph, escribió que «al enfrentarse a los sentimientos autodestructivos del miedo, la disociación y la ira, el álbum es un viaje hacia la curación personal», y destacó la última canción, «Invisible Wounds», como una de las más destacadas"[ El crítico de NME Andrew Trendell opinó que el álbum es un “épico punto álgido de su carrera, que arroja formas junto con razones para vivir y amar”.  Para Hot Press, Caroline Kelly escribió que representa el «intento definitivo de Aurora de crear un ecosistema en torno a su obra», y lo describió como «una ofrenda de preguntas retóricas y afirmaciones rotundas, con una paleta sónica arrolladora».
Will Marshall, de Stereoboard, elogió «Earthly Delights» y «When the Dark Dresses Lightly», y escribió que What Happened to the Heart? ofrece «otra pizarra de intensos arreglos musicales, voces teatrales y éxitos listos para la radio con su propio toque único». Otis Robinson, de DIY, terminó su crítica diciendo: «De naturaleza monolítica, la construcción del mundo en What Happened to the Heart? hace que un corazón sangrante -tanto por uno mismo como por la tierra- parezca arrebatador e insondablemente curativo".

## Rendimiento comercial
El álbum debutó en el número cinco de la lista noruega VG-lista Topp 40 Album con unas ventas en la primera semana de 4.000 unidades, lo que supuso su cuarto álbum entre los cinco primeros.
En el Reino Unido, el álbum debutó en el número ocho de la UK Albums Chart con 6.100 unidades equivalentes a un álbum, consiguiendo su segundo top ten y siendo su mayor semana de apertura en la región superando a su cuarto álbum de estudio, The Gods We Can Touch.

## Listado de canciones
| What Happened to the Heart |                                |                                            |          |  |
| N.º                        | Título                         | Escritor(es)                               | Duración |  |
| 1.                         | «Echo of My Shadow»            | Aurora Aksnes, Matias Tellez               | 4:05     |  |
| 2.                         | «To Be Alright»                | Aksnes, Tellez                             | 4:06     |  |
| 3.                         | «Your Blood»                   | Aksnes, Chris Greatti                      | 4:11     |  |
| 4.                         | «The Conflict of the Mind»     | Aksnes, Greatti                            | 4:15     |  |
| 5.                         | «Some Type of Skin»            | Aksnes, Greatti                            | 3:10     |  |
| 6.                         | «The Essence»                  | Aksnes, Nicolas Rebscher, Michelle Leonard | 3:21     |  |
| 7.                         | «Earthly Delights»             | Aksnes, Tellez                             | 3:21     |  |
| 8.                         | «The Dark Dresses Lightly»     | Aksnes, Rebscher, Leonard                  | 3:35     |  |
| 9.                         | «A Soul with No King»          | Aksnes, Fredrik Svabø                      | 4:24     |  |
| 10.                        | «Dreams»                       | Aksnes                                     | 4:12     |  |
| 11.                        | «My Name (featuring Ane Brun)» | Aksnes, Ane Brun, Magnus Skylstad          | 4:25     |  |
| 12.                        | «Do You Feel?»                 | Aksnes, Skylstad                           | 3:02     |  |
| 13.                        | «Starvation»                   | Aksnes, Rebscher, Leonard                  | 3:55     |  |
| 14.                        | «The Blade»                    | Aksnes                                     | 4:03     |  |
| 15.                        | «My Body Is Not Mine»          | Aksnes, Skylstad, Rebscher                 | 4:10     |  |
| 16.                        | «Invisible Wounds»             | Aksnes, Tellez                             | 4:59     |  |
| 62:01                      |                                |                                            |          |  |

## Personal
Músicos
- Aurora – voz principal (todas las canciones), coros (canciones 1–5, 7, 16), percusión (4, 8, 9, 13, 14); Mellotron, programación de Mellotron (4); piano (5, 9), teclados (8, 13, 14); sintetizador, batería (11, 12, 15)
- Matias Tellez – guitarra, bajo, teclados, sintetizador, programación (canciones 1, 2, 7, 16)
- Adam Schoeller – programación de batería (canción 3)
- Asher Bank – batería (canción 3)
- Chris Greatti – bajo, programación de Juno-106 (canciones 3–5); guitarra (3, 4), percusión (3), programación de batería (4), guitarra EBow (5)
- Liam Hall – Juno-106 (canción 3)
- Kieran Brunt – director del conjunto vocal (canciones 5, 10, 16)
- Shards – conjunto vocal (canciones 5, 10, 16)
- Kane Richotte – batería (canción 5)
- Michelle Leonard – coros (canciones 6, 8, 13, 14), teclados (8), programación de sintetizador (13), sintetizador (14)
- Nicolas Rebscher – guitarra (canciones 6, 8, 13, 14); bajo, programación de batería, teclados, percusión (8, 13)
- Steve Durham – batería (canciones 8, 14)
- Håkon Aase – violín (canciones 9, 11, 12)
- Vetle Junker – voz, guitarra, batería, programación (canción 10)
- Magnus Skylstad – bajo, sintetizador, batería, percusión (canciones 11, 12, 15)
- Runyu Qian – pipa (canción 11)
- Ane Brun – voz (canción 11)
- Fredrik Svabø – bajo (canción 12)
- Dave Hamelin – teclados, percusión, programación de batería (canción 14)
- Tom Rowlands – sintetizador, batería, programación de batería (canción 15)

Técnicos
- Alex Wharton – masterización
- Mitch McCarthy – mezcla
- Chris Greatti – grabación (pistas 3-5, 13)
- Nicolas Rebscher – grabación (pistas 6, 8, 13, 14)
- Fredrik Svabø - grabación (pista 9)
- Vetle Junker - grabación (pista 10)
- Magnus Skylstad – grabación (pistas 11, 12, 15)
- George Chung – grabación de batería (pistas 8, 14)
- Kieran Brunt – grabación de conjunto vocal, arreglo de conjunto vocal (pistas 5, 10, 16)
- Sam Okell – grabación del conjunto vocal (pista 10)
- Matias Tellez – arreglo de grabación (pistas 1, 2, 7, 16)
- Andreas Høvset – asistencia en la grabación (pistas 1, 2, 7, 16)

Visuales
- Yuck – portada, diseño
- Trent van der Werf – diseño adicional
- Wanda Martin – fotografía

## Historial de versiones
| Región | Fecha              | Formato(s)        | Discográfica                | Ref.   |
| ------ | ------------------ | ----------------- | --------------------------- | ------ |
| Varios | 7 de junio de 2024 | CD, streaming, LP | Decca, Glassnote, Petroleum | [ 20 ] |